# لیگ فوتبال انگلیس
لیگ فوتبال انگلیس (به انگلیسی: The English Football League) با نام مخفف EFL که به دلایل تبلیغاتی به نام اِن‌پاور فوتبال لیگ نیز شناخته می‌شود نام لیگی شامل تیم‌های حرفه‌ای اتحادیه فوتبال از کشورهای انگلستان و ولز است. این لیگ در سال ۱۸۸۸ برپا شد و قدیمی‌ترین لیگ فوتبال جهان است. این لیگ تا سال ۱۹۹۲ بالاترین رده در فوتبال انگلستان بود که در آن سال ۲۲ تیم برتر این لیگ، از این لیگ جدا شده و لیگ برتر انگلستان را ساختند (در سال ۱۹۹۵ تعداد تیم‌های لیگ برتر به ۲۰ کاهش یافت).
لیگ فوتبال انگلیس به دلیل همکاری با شرکت‌های تجاری و فروختن نام لیگ، با نام‌های دیگری از جمله لیگ بارکلیز، لیگ اندسلیگ، کوکا-کوفا فوتبال لیگ و… نیز شناخته می‌شود.
از سال ۱۹۹۵ تعداد تیم‌های لیگ ۷۲ تا بود که به سه لیگ مجزا تقسیم می‌شوند: چمپیونشیپ، لیگ یک فوتبال انگلستان، لیگ دو فوتبال انگلستان.